# Nay Pyi Taw (South)
Nay Pyi Taw (South) är ett distrikt i Myanmar. Det ligger i den centrala delen av landet, 12 km söder om huvudstaden Naypyidaw.